# خسرو (قلعة خواجة)
خسرو (بالفارسية: خسرو) هي منطقة سكنية تقع في إيران في قسم قلعة خواجة الريفي. يقدر عدد سكانها بـ 139 نسمة بحسب إحصاء 2016.